# Hulfter

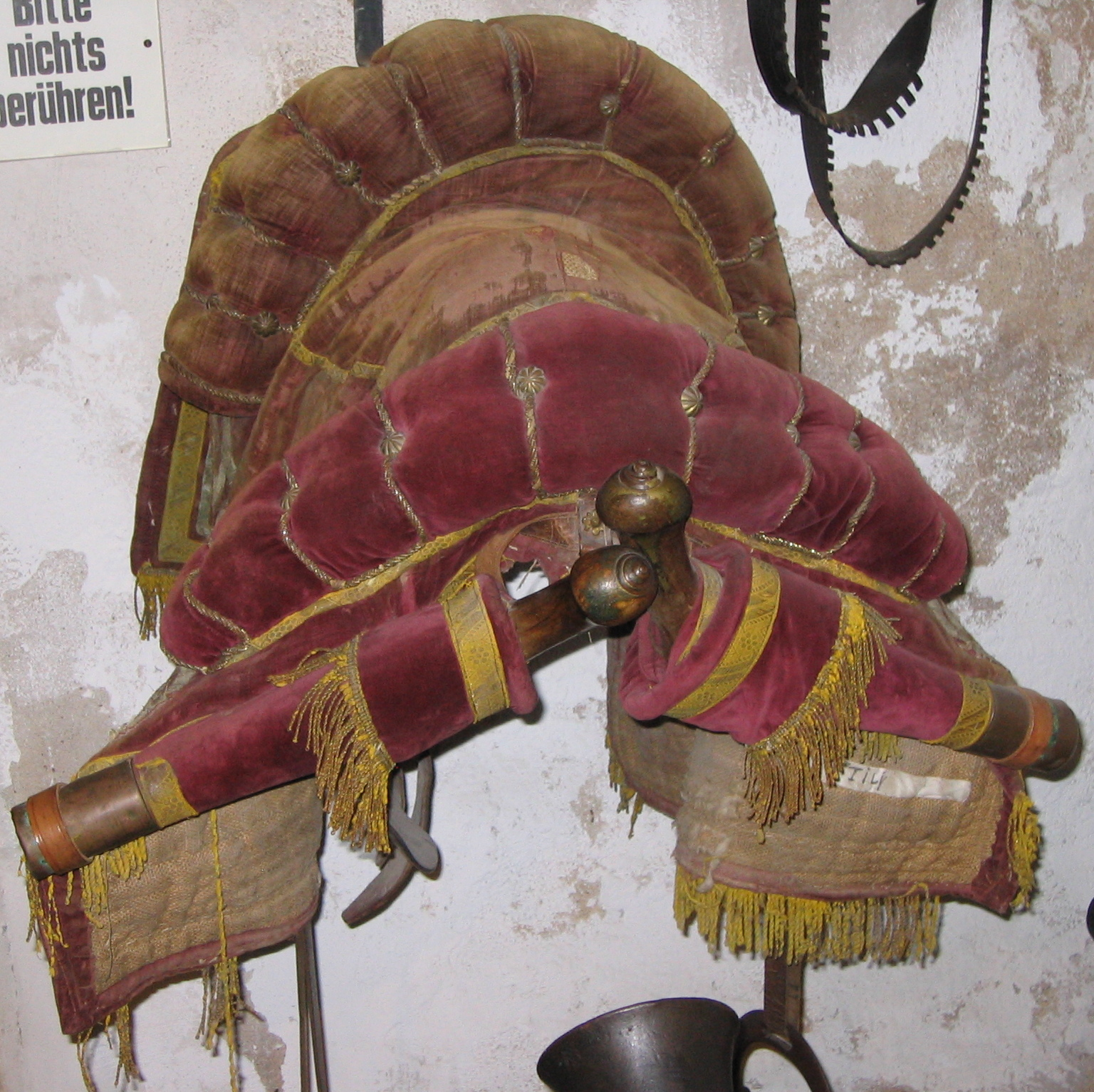
Doppelhulfter an einem Offizierssattel aus dem Dreißigjährigen Krieg

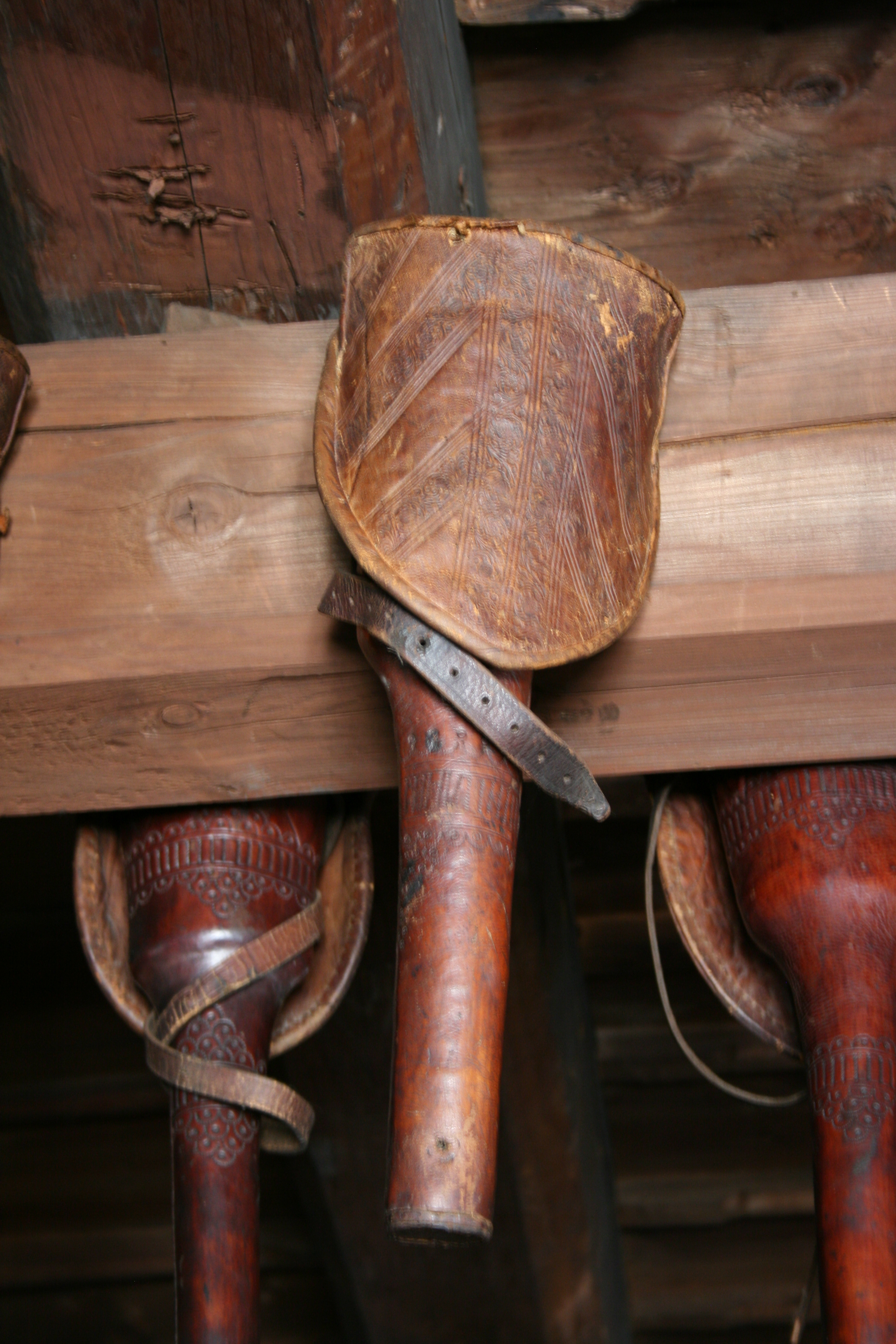
Hulfter für Radschlosspistolen

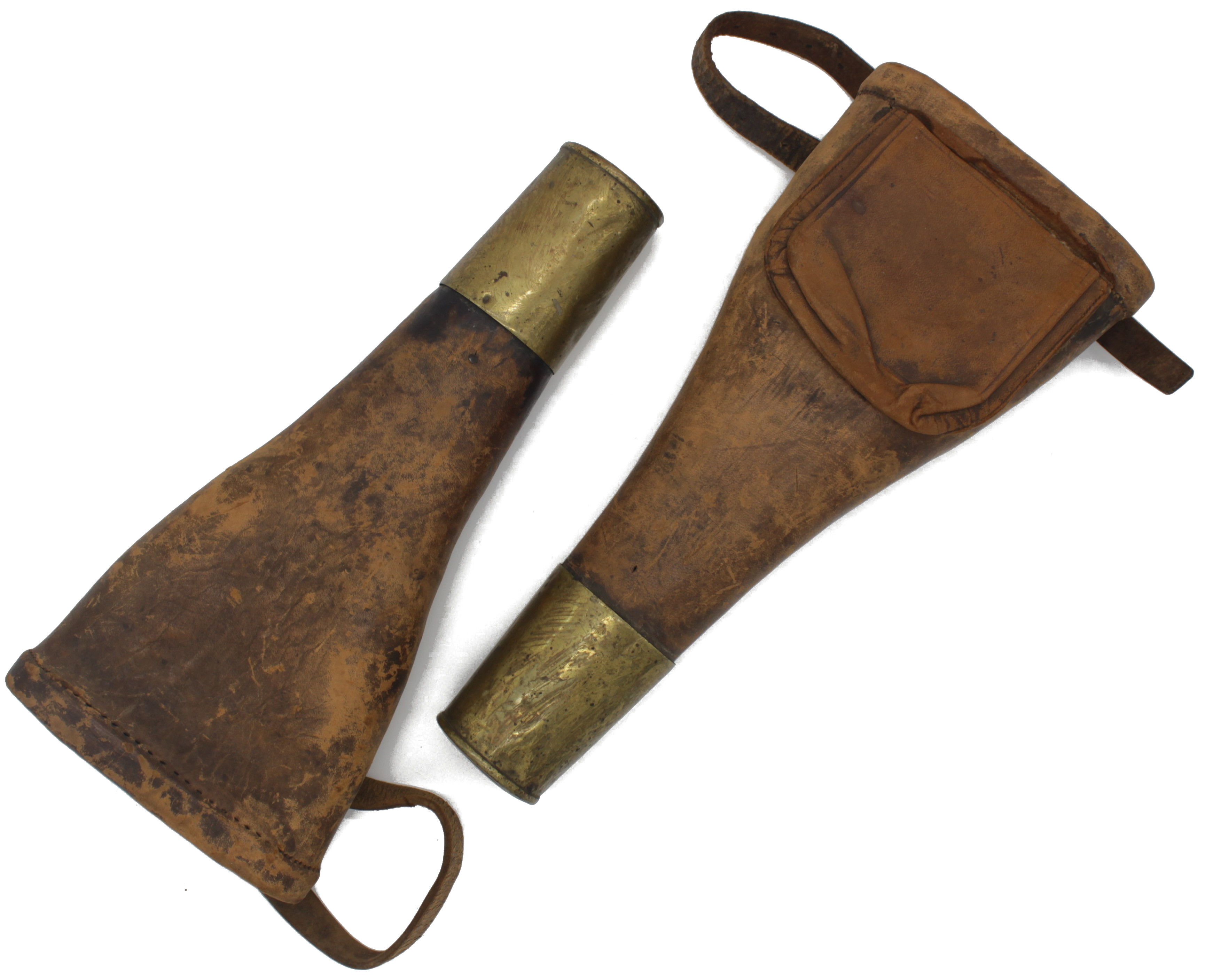
Sattelholster für Steinschlosspistolen, spätes 18. Jahrhundert

Die Hulfter (spätere Varianten Halfter, oder Holster) bezeichnet ursprünglich eine Decke oder einen Behälter am Reitsattel.

## Etymologie
Die Hulfter war ursprünglich ein Begriff für eine Decke oder ein Behältnis, meist am Sattel eines Pferdes. Ab dem 16. Jahrhundert ist der Begriff Hulfter als Behälter für Pistolen nachgewiesen. Ab dem 17. Jahrhundert ist der Begriff Pistolenhalfter nachgewiesen. Der Begriff Holster für Pistolenbehälter war ab dem 18. Jahrhundert bekannt. Im Niedersächsischen wurde der Begriff auch für Reisesack, Ranzen und auch für Rücken verwendet.

## Bedeutung als Behälter für Feuerwaffen
Hulfter wurden meist an beiden Seiten des Vorderzwiesels (z. B. an einem Bocksattel) angebracht. Sie wurden typischerweise aus Leder gefertigt. Teils wurden die Schusswaffen mit Hilfe von Holfterkappen aus Stoff oder Leder abgedeckt und so vor Witterungseinflüssen geschützt. Die Art der Anbringung ermöglicht ein leichtes und schnelles Ziehen der Waffen. Entsprechende Hulfter hielten sich bis in das frühe 19. Jahrhundert hinein.
„Schwere Hulfter“ werden von Boeheim als Behältnisse für „lange Faustrohre“ genannt, die dort als Übergangsformen zu Arkebusen und zu Karabinern genannt werden. Diese schweren Hulfter wurden an der rechten Seite von Sätteln am rückwärtigen Sattelbogen (Zwiesel) befestigt. Pistolen hatten im Verlauf ihrer Entwicklungsgeschichte mehrere Synonyme, die als Faustrohr, Faustbüchse, Fäustling, im 16. und 17. Jahrhundert auch Puffer, bekannt sind.

## Andere Bedeutungen
Weitere nicht mehr gebräuchliche Wortbedeutungen sind die Bezeichnung für einen Ranzen sowie Holftermuschel für die Steckmuscheln.